# فرانك كامينز
فرانك كامينز (بالإنجليزية: Frank Cummins)‏ هو لاعب قذف أيرلندي، ولد في 1925 في Littleton, County Tipperary ‏ في جمهورية أيرلندا، وتوفي في 1967.